# Lagrán
Lagrán in castigliano e Lagran in basco, è un comune spagnolo  situato nella comunità autonoma dei Paesi Baschi.